# بيل دوغان (لاعب كرة قاعدة)
بيل دوغان (بالإنجليزية: Bill Dugan)‏ هو لاعب كرة قاعدة أمريكي، ولد في 1864 في نيويورك في الولايات المتحدة، وتوفي بنفس المكان في 24 يوليو 1921.

## وصلات خارجية
- بيل دوغان على موقعبيزبول رفرنس.كوم (الدوري الرئيسي) (الإنجليزية)